# Gamasomorpha pusilla
Gamasomorpha pusilla là một loài nhện trong họ Oonopidae.
Loài này thuộc chi Gamasomorpha. Gamasomorpha pusilla được Lucien Berland miêu tả năm 1914.